# Olfactores
Olfactores (от лат. olfactum — обладающие обонянием) — клада хордовых животных, включающая в себя позвоночных и оболочников. Единственные хордовые, не входящие в эту кладу — бесчерепные.
До 2006 года считалось, что сестринской группой позвоночных являются бесчерепные, поскольку оболочники сильно отличаются от обеих групп морфологически. Однако, в результате нескольких исследований было выявлено, что предки оболочников и позвоночных разошлись позже, чем предки позвоночных и бесчерепных. Новой кладе было дано название Olfactores, поскольку у бесчерепных нет дыхательной системы и органов обоняния.